# Tour der neuseeländischen Rugby-Union-Nationalmannschaft nach Nordamerika 1913
| Tour der All Blacks nach Nordamerika 1913 | Tour der All Blacks nach Nordamerika 1913 | Tour der All Blacks nach Nordamerika 1913 | Tour der All Blacks nach Nordamerika 1913 | Tour der All Blacks nach Nordamerika 1913 |
| Übersicht                                 | S                                         | G                                         | U                                         | N                                         |
| ----------------------------------------- | ----------------------------------------- | ----------------------------------------- | ----------------------------------------- | ----------------------------------------- |
| Test Matches                              | 01                                        | 01                                        | 0                                         | 0                                         |
| Sonstige Spiele                           | 16                                        | 16                                        | 0                                         | 0                                         |
| Gesamt                                    | 17                                        | 17                                        | 0                                         | 0                                         |
|                                           |                                           |                                           |                                           |                                           |
| Vereinigte Staaten                        | 01                                        | 01                                        | 0                                         | 0                                         |

Die Tour der neuseeländischen Rugby-Union-Nationalmannschaft nach Nordamerika 1913 umfasste eine Reihe von Freundschaftsspielen der All Blacks, der Nationalmannschaft Neuseelands in der Sportart Rugby Union. Das Team reiste von September bis November 1913 entlang der Westküste Nordamerikas und bestritt dabei 17 Spiele. Dazu gehörten ein Vorbereitungsspiel gegen die Wellington Rugby Football Union, 13 Partien im US-Bundesstaat Kalifornien und drei weitere Partien in der kanadischen Provinz British Columbia. Im Rahmen der Tour fand das erste Test Match gegen die amerikanische Nationalmannschaft statt. Die All Blacks gewannen sämtliche Spiele und dominierten ihre Gegner zum Teil deutlich.

## Ereignisse

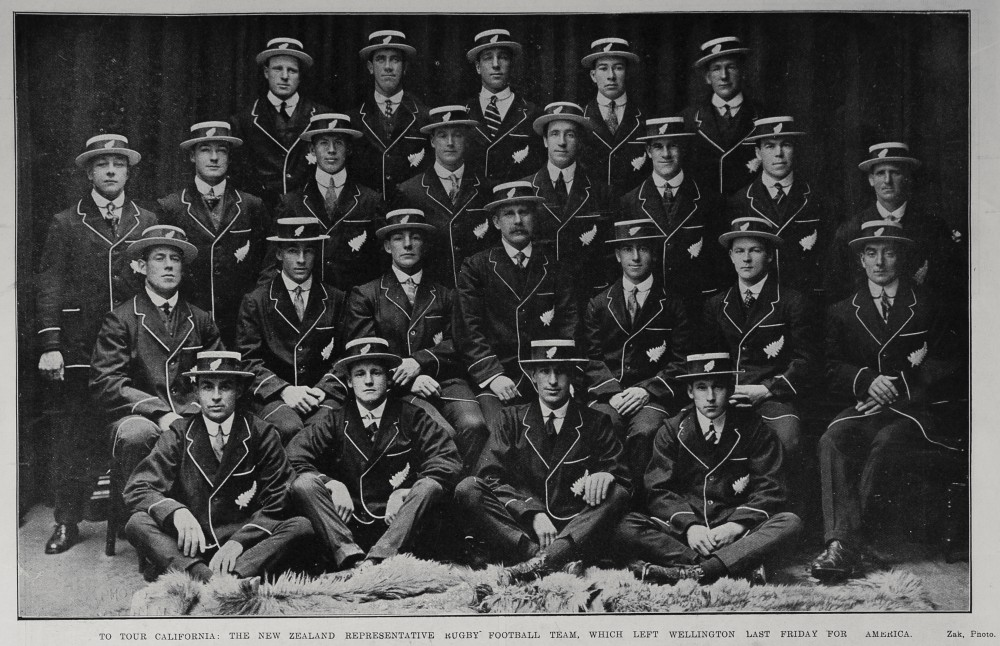
Das neuseeländische Team während der Tour von 1913

Nach bahnbrechenden Regeländerungen erlebte der American Football ab 1906 an der Ostküste und im Mittleren Westen der Vereinigten Staaten einen Popularitätsschub, während sich Rugby an der Westküste zunächst behaupten konnte und einige Jahre lang an Universitäten und Hochschulen sogar die beliebteste Ballsportart war. Auch in der westkanadischen Provinz British Columbia erfreute sich Rugby großer Beliebtheit. Nachdem ein Team kalifornischer Studenten 1910 durch Australien und Neuseeland gereist war und die Wallabies 1912 einen Gegenbesuch abgestattet hatten, schien es naheliegend, auch die All Blacks an die Westküste einzuladen. Die Neuseeländer nahmen die Herausforderung ernst und entsandten ihre besten verfügbaren Spieler – angeführt durch Kapitän Alex McDonald, der bereits 1905 zu den herausragenden Original All Blacks gehört hatte.
Die All Blacks entschieden alle ihre Spiele in Nordamerika deutlich für sich und ließen dabei den Gegnern nur gerade sechs Punkte zu. Das einzige Test Match gegen die amerikanische Nationalmannschaft – bestehend aus Spielern der University of California und der Stanford University – fand am 15. November 1913 vor rund 10.000 Zuschauern auf dem California Field in Berkeley statt und endete mit einem überragenden 51:3-Sieg der All Blacks. Die Medien berichteten ausführlich über die deutlichen Niederlagen und betonten den großen Unterschied zwischen den kalifornischen Spielern und der neuseeländischen Mannschaft:

“The Californian players are the best we have developed in seven years of intercollegiate rugby - the very best. And the score against them was 51 to 3. The only conclusion is that we have not yet learned how to play rugby. It is still a foreign game.”

„Die kalifornischen Spieler sind die besten, die wir in sieben Jahren Intercollegiate Rugby entwickelt haben - die allerbesten. Und das Ergebnis gegen sie war 51 zu 3. Die einzige Schlussfolgerung ist, dass wir noch nicht gelernt haben, wie man Rugby spielt. Es ist noch immer ein fremdes Spiel.“

Als Folge das massiven Klassenunterschieds begann das Interesse an Rugby nun auch an der Westküste der Vereinigten Staaten zu schwinden. Die University of California bevorzugte ab 1915 wieder Football und läutete damit das Ende der Sonderstellung Kaliforniens ein. Die Stanford University blieb dem Rugby nach dem Ersten Weltkrieg noch einige Jahre treu und bildete das Grundgerüst jener Mannschaft, die 1920 und 1924 Olympiasieger wurde (was den Niedergang von Rugby aber auch nur für kurze Zeit aufhielt).
In British Columbia war man sich von Anfang an der Tatsache bewusst, dass man den Neuseeländern nicht Paroli bieten konnte. Dort betrachtete man den Besuch eher als gesellschaftliches Ereignis und als willkommene Abwechslung. Auf ihrer Rückreise machten die All Blacks einen Zwischenhalt in Fidschi. In der Hauptstadt Suva bestritten sie am 13. Dezember ein inoffizielles Spiel gegen eine lokale Auswahl.

## Spielplan
- Hintergrundfarbe grün = Sieg

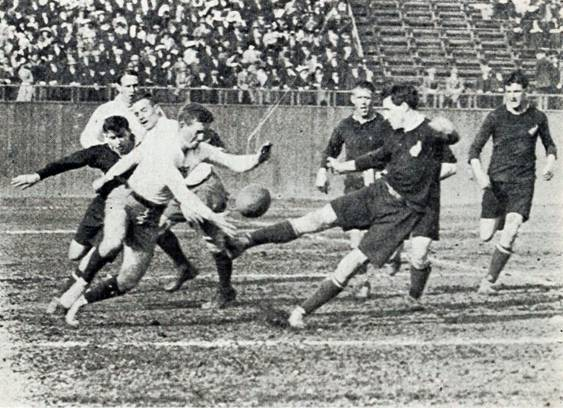
All Blacks gegen USA

(Test Matches sind grau unterlegt; Ergebnisse aus der Sicht Neuseelands)
| #  | Datum              | Gegner                            | Ort           | Stadion             | Ergebnis |
| -- | ------------------ | --------------------------------- | ------------- | ------------------- | -------- |
| 01 | 10. September 1913 | Wellington Rugby Football Union   | Wellington    | Athletic Park       | 19:18    |
| 02 | 04. Oktober 1913   | Olympic Club                      | San Francisco | St Ignatius Field   | 19:0     |
| 03 | 08. Oktober 1913   | University of California          | Berkeley      | California Field    | 31:0     |
| 04 | 11. Oktober 1913   | Barbarians Club                   | San Francisco | St Ignatius Field   | 30:0     |
| 05 | 15. Oktober 1913   | Stanford University               | Palo Alto     | Stamford Park       | 54:0     |
| 06 | 18. Oktober 1913   | Stamford University               | Palo Alto     | Stamford Park       | 56:0     |
| 07 | 22. Oktober 1913   | Santa Clara University            | Santa Clara   | Golden State        | 42:0     |
| 08 | 25. Oktober 1913   | University of California          | Berkeley      | California Field    | 38:3     |
| 09 | 29. Oktober 1913   | University of Nevada              | Reno          | University Ground   | 55:0     |
| 10 | 03. November 1913  | University of California          | Berkeley      | California Field    | 33:0     |
| 11 | 05. November 1913  | St. Mary’s College                | San Francisco | Ignatius Field      | 26:0     |
| 12 | 08. November 1913  | University of Southern California | Los Angeles   | Boyard Field        | 40:0     |
| 13 | 12. November 1913  | Santa Clara University            | Santa Clara   | Golden Gate Stadium | 33:0     |
| 14 | 15. November 1913  | Vereinigte Staaten                | Berkeley      | California Field    | 51:3     |
| 15 | 19. November 1913  | Victoria (B.C.)                   | Victoria      | Oak Bay Ground      | 23:0     |
| 16 | 22. November 1913  | Victoria (B.C.)                   | Victoria      | Oak Bay Ground      | 35:0     |
| 17 | 24. November 1913  | Vancouver                         | Vancouver     | Stanley Park        | 44:0     |

## Test Match
| 15. November 1913 | Vereinigte Staaten | 3 : 51         | Neuseeland | California Field, Berkeley Zuschauer: 10.000 Schiedsrichter: William Hill (Australien) |
| 15. November 1913 | Straftritte: Peart | (3:27) Bericht | Versuche: Gray (2) McDonald (2) McGregor McKenzie (2) Murray (2) Roberts (3) Wylie Erhöhungen: Graham (4) McDonald Mitchinson | California Field, Berkeley Zuschauer: 10.000 Schiedsrichter: William Hill (Australien) |

Aufstellungen:
- USA: Charles Austin, Roland Blase, Dan Carroll, Louis Cass, William Darsie, Deke Gard , G. Glasscock, Elwin Hall, William King, Joseph McKim, Mowatt Mitchell, Stirling Peart, J. A. Ramage, Josef Urban, Guy Voight 
 Auswechselspieler: A. Knowles, Herbert Stolz
- Neuseeland: Michael Cain, John Cuthill, Henry Dewar, Albert Downing, Jim Graham, George Gray, Alex McDonald , Dougie McGregor, Richard McKenzie, Frank Mitchinson, Toby Murray, Richard Roberts, George Sellars, Henry Taylor, James Wylie

## Spieler
| Spieler          | Position         | Mannschaft       |
| ---------------- | ---------------- | ---------------- |
| John Cuthill     | Schlussmann      | Otago            |
| George Loveridge | Dreiviertelreihe | Taranaki         |
| Jack Stohr       | Dreiviertelreihe | Taranaki         |
| Thomas Lynch     | Außendreiviertel | South Canterbury |
| Dougie McGregor  | Außendreiviertel | Auckland         |
| Richard Roberts  | Innendreiviertel | Taranaki         |
| George Gray      | Verbindungshalb  | Canterbury       |
| Richard McKenzie | Verbindungshalb  | Wellington       |
| Frank Mitchinson | Verbindungshalb  | Wellington       |
| Edward Roberts   | Gedrängehalb     | Wellington       |
| Henry Taylor     | Gedrängehalb     | Canterbury       |

| Spieler        | Position             | Mannschaft |
| -------------- | -------------------- | ---------- |
| Harry Atkinson | Zweite-Reihe-Stürmer | West Coast |
| Albert Downing | Zweite-Reihe-Stürmer | Wellington |
| Alex Bruce     | Flügelstürmer        | Auckland   |
| James Douglas  | Flügelstürmer        | Otago      |
| Jim Graham     | Flügelstürmer        | Otago      |
| Alex McDonald  | Flügelstürmer        | Otago      |
| James Wylie    | Flügelstürmer        | Auckland   |
| Henry Dewar    | Stürmer              | Taranaki   |
| Toby Murray    | Stürmer              | Canterbury |
| Michael Cain   | Hakler               | Taranaki   |
| George Sellars | Hakler               | Auckland   |
| Peter Williams | Hakler               | Otago      |